# Triton hoffmanni
Triton hoffmanni Kraus, 1985 est un urodèle qui résulte de l'hybridation entre les espèces Lissotriton montandoni (triton de Montandon ou triton des Carpates) et Lissotriton vulgaris (triton ponctué ou triton lobé ou triton vulgaire).

## Publication originale
- Szeliga-Mierzeyewski & Ulasiewicz, 1931 : Plazy i gady pow. molodesczanskiego. Triton intermedius nov. for. /Die Reptilien und Lurche des Kreises Molodeczno (owje. Wilno). Triton intermedius nov. for. Prace Towarzystwa przyjaciól nauk w Wilnie. Wydzial nauk matematycznych i przyrodniczych, vol. 6, p. 17-25.